# Ксенгинице
Ксенгинице (пол. Księginice) — остановочный пункт и путевой пост в деревне Ксенгинице в гмине Менкиня, в Нижнесилезском воеводстве Польши. Имеет 2 платформы и 2 пути.
Остановочный пункт на железнодорожной линии Вроцлав-Главный — Щецин-Главный, построен в 1884 году, когда эта территория была в составе Германской империи.